# فرودگاه انگلسی
فرودگاه انگلسی (به انگلیسی: Anglesey Airport) (به زبان بومی: Maes Awyr Môn) یک فرودگاه نظامی و همگانی با کد یاتا HLY است که یک باند فرود آسفالت دارد و طول باند آن ۱۶۳۹ متر است. این فرودگاه در شهر انگلسی کشور ولز قرار دارد و در ارتفاع ۱۱ متری از سطح دریا واقع شده است.